# Wolfgang Kostujak
Wolfgang Kostujak (* 4. Februar 1968 in Bremen) ist ein deutscher Musiker und Musikhistoriker. Er lebt in Essen. Neben seiner Konzerttätigkeit als Cembalist und Organist widmet er sich mit editorischen Projekten der Barockmusik und ist publizistisch sowie als Dozent tätig.

## Leben
Nach seiner Schulzeit in Bremen und Orgelunterricht bei Kirchenmusikdirektor Wilfried Langosz absolvierte Wolfgang Kostujak Studien im Fach Historische Tasteninstrumente bei Ludger Rémy sowie Musiktheorie bei Silvio Foretic an der Folkwang-Hochschule Essen/Duisburg. Anschließend studierte er in der Klasse von Bob van Asperen am Sweelinck Conservatorium in Amsterdam das künstlerische Hauptfach Cembalo, das er 1996 im Reifegrad eines Uitvoerend Musicus abschloss. Seine Konzerttätigkeit als Solo- wie auch als Ensemblemusiker führte ihn unter anderem nach China, Polen, Russland, Lateinamerika und in die meisten westeuropäischen Länder.
Seit 1998 nahm er einen Lehrauftrag an der Folkwang Universität der Künste in Essen wahr, zunächst in der Fachrichtung Historische Tasteninstrumente. Seit 2009 betreute er dort außerdem eine ständige Vorlesungsreihe zur historischen Aufführungspraxis. Seit 2015 ist er hauptamtlicher Dozent für historische Tasteninstrumente, seit 2024 außerplanmäßiger Professor.
Seit 2002 gibt Wolfgang Kostujak in Zusammenarbeit mit verschiedenen Verlagen regelmäßig Neudrucke alter Kammermusik heraus und veröffentlicht monographische Artikel zur alten Musik in deutschsprachigen Fachmagazinen. Darüber hinaus tritt er als Autor musikalischer Themensendungen und Reportagen bei verschiedenen öffentlich-rechtlichen Rundfunkanstalten in Erscheinung.